# デイヴ・ガーン
デヴィッド・ガーン（David Gahan、1962年5月9日 - ）はイングランドのエセックス州エッピング出身のミュージシャン。デペッシュ・モードのボーカリスト。
愛称はデイヴ。ミュージシャンとしてのキャリアと過酷な人生経験を経て深みを増していったバリトンボイスと、絞り込んだ肉体を艶かしく動かすパフォーマンスは、大衆的なものとカルト的なもの双方の要素を持った人気を得ている。近年では自ら作詞作曲に挑戦しソロ作品も残している。「Q誌の選ぶ歴史上最も偉大な100人のシンガー」において第73位。

## 来歴
デイヴは労働者階級の家庭に生まれる。が、1歳にならないうちに両親が離婚。2年後に母親と、2歳年上の姉と共に同じエセックス州のバジルドンに移り住む。のちに母親はジャック・ガーン(Jack Gahan)と再婚、2人の弟が生まれるが、ジャックは連れ子のデイヴらも実の子供のように扱った。しかしジャックは1972年、デイヴが10歳のときに死去する。その後のデイヴは無免許運転など荒れた生活をするようになり、14歳の頃には少年裁判にかけられたこともあったという話もある。1978年に学校を卒業した後、職を転々とした末に芸術学校に居場所を見つけ、デイヴは3年間を過ごすこととなる。ここで彼は"British Display Society Award"という賞を得た。

### デペッシュ・モード加入
1980年。デイヴは地元のミュージシャンと共にデヴィッド・ボウイの「ヒーローズ」をセッションしていたところ、それを耳にした地元のバンド "Composition Of Sound" のヴィンス・クラークの注目を引き、デイヴをバンドに招き入れる。バンドは Depeche Mode と名前を変え、1981年にインディーズ・レーベルのミュート・レコードからデビュー。その後メンバーの変遷などを経ながら四半世紀以上に渡り活動し、9000万枚以上のシングルとアルバムを売り上げ、欧米を中心に大きな支持を集めるバンドへと成長。今なお活動は続いている。

### ソロ活動
デペッシュ・モードにおける作詞作曲は、初期はヴィンス・クラーク、その後は一貫してマーティン・ゴアが行っており、デイヴはあるインタビューの中で「僕はマーティンの操り人形なのさ」と自嘲するほど自分自身の表現について執着していなかった。しかし友人のギタリスト、ノックス・チャンドラーの手を借り作詞作曲に挑戦。2003年にデイヴ・ガーン名義で『ペーパー・モンスターズ』を製作する。プロデューサーはシガー・ロスのプロデュースで知られるケン・トーマス。この『ペーパー・モンスターズ』と最初のシングルであるDirty Sticky Floorsはヨーロッパで好セールスを得て、ライヴツアーも好調のうちに終わった。
デイヴのソロの好調さに、デペッシュ・モードのファンはデイヴとマーティンとの乖離、そしてバンドの解散を危惧したが、後に作られたデペッシュ・モードのアルバム『プレイング・ジ・エンジェル』でデイヴの作った曲が3曲採用されたことで、その噂が杞憂であったことを証明してみせた。
2007年、2作目のアルバム『アワーグラス』を発表。プロデュースおよび作詞作曲にはデペッシュ・モードのツアーメンバーであるアンドリュー・フィルポット(Andrew Philpott)とクリスチャン・エイグナー(Christian Eigner)が参加。ロック色が強かった『ペーパー・モンスターズ』に比べ、『アワーグラス』はデペッシュ・モードの持ち味であるエレクトロニック色の強いアルバムとなった。
その後、2009年のデペッシュ・モードのツアーにサポートとして参加した、イギリスの音楽グループソウルセイヴァーズの楽曲 Longest Day にリードボーカルとして参加し、後にソウルセイヴァーズの4作目のアルバム The Light the Dead See の全曲にボーカルとして参加した。このコラボレーションに好感触を得たのか、2015年10月には Dave Gahan & Soulsavers として Angels & Ghosts を発表した。ソウルセイヴァーズとのコラボレーション以外にも、（ミュート・レコード時代のレーベルメイト）ゴールドフラップや、DJのジャンキーXLなど複数のアーティストとのコラボレートが存在する。

## 私生活、およびドラッグ禍

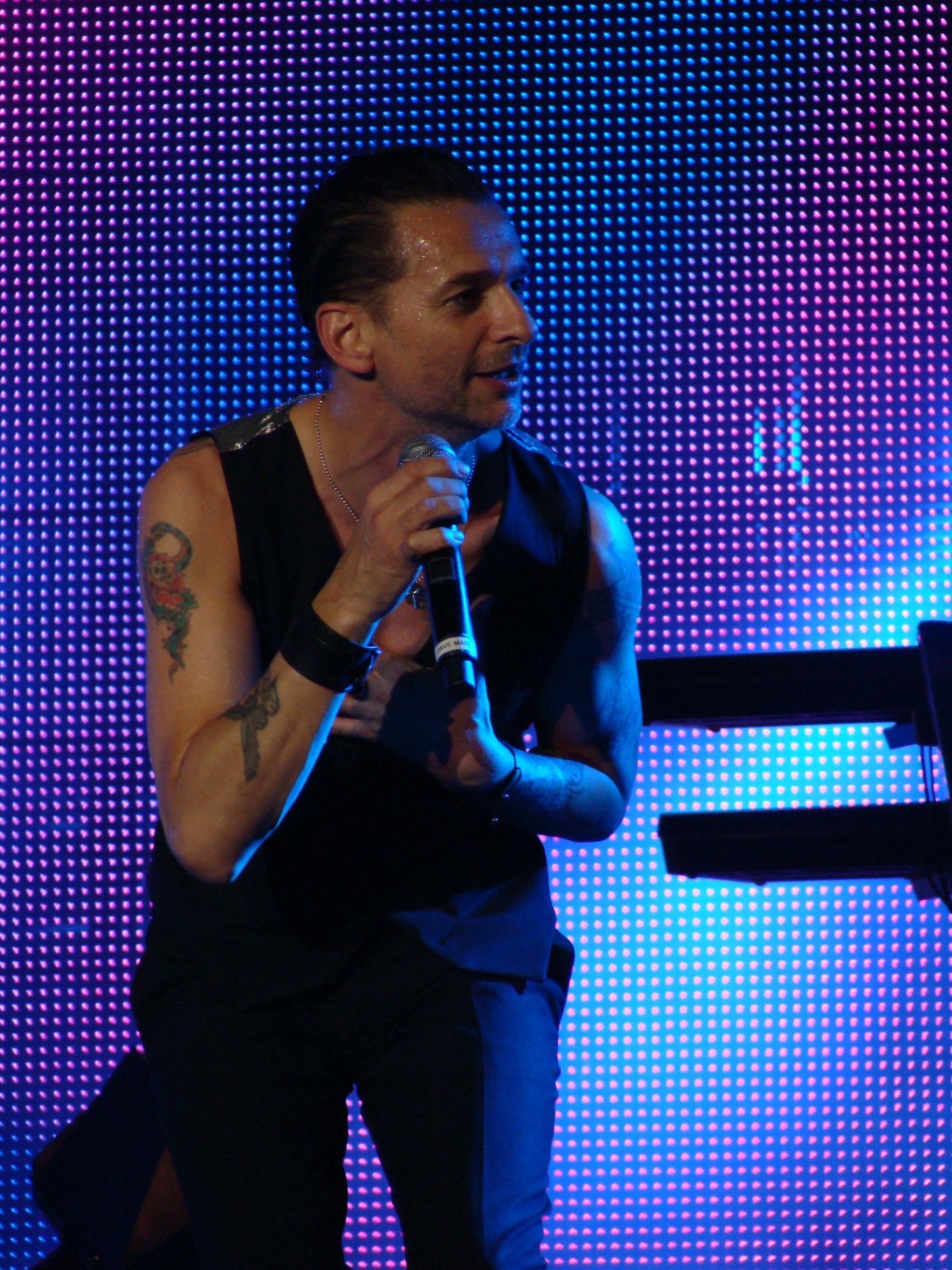
2009年

デイヴの私生活はデペッシュ・モード内では最も派手だったことがある。デイヴは3度結婚し、2度離婚。今は3番目の妻と生活している。そして何より深刻だったのはロサンゼルスで生活していた頃のドラッグにまつわる一連の事件である。
デイヴのドラッグ癖は十代のころまで遡る。デペッシュ・モード活動後もバンド内では半ば黙認されていたが、中毒が酷くなったのは丁度『ソングス･オブ・フェイス・アンド・デヴォーション』の頃である。この頃にはデイヴは自らを「ロックンロールスター」であると認識し、ツアーでは常に取り巻きとドラッグの売人に囲まれていた。思考も異常をきたしており、かのカート・コバーンの自殺に際しては「自殺のアイディアを盗まれた」と考えたほどであった。

ツアー終了、そしてデイヴの友人でもあったアラン・ワイルダーがデペッシュ・モードを脱退した後、事態はさらに悪化、デイヴは狂言自殺を試みる。やがて一度は更生施設に入るものの、この時は単に中毒症状を軽くするためのもの程度に考えていた。
やがて二度目の離婚、強盗被害などを経て、再度更生施設へ入り退所までこぎつけるも、直後に電話で母親から「またドラッグを繰り返すに決まっている」と言われたことにショックを受け、ホテルのバスルームでヘロインとコカインの混合物（スピードボール）を大量に打った後、手首を切って自殺を図った。もし友人がデイヴの身を案じて探しに来なければ、彼は確実に死んでいたであろう。実際、救急車の中でデイヴの心臓は二分間止まり、彼は臨死体験をしている。

ドラッグの大量摂取と心停止の影響が心配されたが、幸いにも後遺症は無かった。しかしその代わりに待っていたのはドラッグ摂取による逮捕状であった。デイヴはこれに素直に従い、裁判所のリハビリ命令にも応じた。
適切な治療とリハビリの結果、今のデイヴは見違えるほど健康体になっている。周囲やファンからの励ましと、なにより彼を尊敬する息子ジャック（亡き養父の名前から引用し名づけた、最初の妻との息子）、後に3番目の妻となったジェニファーの存在が彼を立ち直らせたと言ってもいいだろう。後にデイヴは膀胱の悪性腫瘍の罹患に伴い、精神が不安定になったこともあったがジェニファーはこの時も精神的支えになり、デイヴは心身ともに完治している。
デイヴはジェニファーと共にロサンゼルスを離れ、現在はニューヨークに暮らしている。ジェニファーには息子ジミーがおり（ジェニファーとの結婚後、正式に実子として迎え入れている）、またジェニファーとの間には娘ステラ・ローズが生まれている。特にステラ・ローズについては初めての娘ということで溺愛しており、彼女が2022年にミュージシャン（シンガーソングライター）として作品を発表した時は助言を与えている。
デイヴが最も影響を受けたミュージシャンとして公言しているのは、デヴィッド・ボウイである。デペッシュ・モードへの加入のきっかけになったセッションで歌っていたのが、ボウイの「ヒーローズ」であった。なお、娘ステラ・ローズとボウイの娘（アレクサンドリア・ザーラ）が同じニューヨークの学校に通っていた関係で、何度か顔を合わせていたとデイヴはBBCのテレビ番組で語っている。

## アルバム
- ペーパー・モンスターズ Paper Monsters (2003)
- アワーグラス Hourglass (2007)
- Angels & Ghosts（2015） -ソウルセイヴァーズとのコラボレーションアルバム
- Imposter （2021）-ソウルセイヴァーズとのコラボレーションアルバム